# Leucochimona
Leucochimona is een geslacht van vlinders uit de familie van de prachtvlinders (Riodinidae), onderfamilie Riodininae.
Leucochimona werd in 1909 voor het eerst wetenschappelijk beschreven door Stichel.

## Soorten
Leucochimona omvat de volgende soorten:
- Leucochimona aequatorialis (Seitz, 1913)
- Leucochimona anophthalma (Felder, C & R. Felder, 1865)
- Leucochimona hyphea (Cramer, 1776)
- Leucochimona icare (Hübner, 1819)
- Leucochimona iphias Stichel, 1909
- Leucochimona lagora (Herrich-Schäffer, 1853)
- Leucochimona lepida (Godman & Salvin, 1885)
- Leucochimona matisca (Hewitson, 1860)
- Leucochimona molina (Godman & Salvin, 1885)
- Leucochimona vestalis (Bates, H, 1865)